# Sjömansvisor (musikalbum)
Sjömansvisor är det första studioalbumet av den svenske artisten Mikael Wiehe med Kabaréorkestern som utgavs 1978 på skivbolaget MNW (MNW 82P). 1987 utkom det på CD (MNWCD 82).
Albumet var Wiehes första som soloartist sedan hans tidigare grupp Hoola Bandoola Band upplösts. Det spelades in med Johannes Leyman som producent. Bandet bestod av Mats Englund (bas), Per-Ove Kellgren (trummor, slagverk), Anders Lindvall (sologitarr), Ale Möller (bouzouki, trumpet, eltrumpet, sång), Frans Sjöström (banjo, sopransax), Göran Skytte (dragspel, trumpet) och Wiehe (sång, kompgitarr). Bilden på omslaget, föreställande Titanic, var målad av Lars Hejll.
Albumets mest kända sång är "Titanic", vilken Wiehe kommenterat med orden "Jag tror att sången handlar om en liten mans känsla av hjälplöshet inför ett stort skeende som han inte kan påverka." Albumet innehåller också två låtar skrivna av Bob Dylan, med svensk text av Wiehe: "Sakta lägger båten ut från land" och "Spanska stövlar". Även titeln på låten "Mikael Wiehes 116:e dagdröm" har inspirerats av Dylans "Bob Dylan's 115th Dream".
Sjömansvisor är en av titlarna i boken Tusen svenska klassiker (2009).

## Låtlista
Samtliga låtar skrivna av Mikael Wiehe, om annat inte anges.
Sida ett
1. "Sakta lägger båten ut från land" (Bob Dylan/Mikael Wiehe) – 5:08
2. "Spanska stövlar" (Bob Dylan/Mikael Wiehe) – 4:31
3. "Magdalena" – 6:31
4. "Titanic (Andraklasspassagerarens sista sång)" – 4:26

Sida två
1. "När bolaget kom till byn" – 4:59
2. "Teaterlåten (Vara som man inte är)" – 3:25
3. "Mikael Wiehes 116:e dagdröm" – 4:34
4. "De grekiska partisanernas sång" - 7:06

## Medverkande
Musiker
- Mats Englund - bas
- Per-Ove Kellgren - trummor, slagverk
- Anders "Chico" Lindvall - sologitarr
- Ale Möller - bouzouki, trumpet, eltrumpet, sång
- Frans Sjöström - banjo, sopransax
- Göran Skytte - dragspel, trumpet
- Mikael Wiehe - sång, kompgitarr

Övriga
- Ermalm's Egenart – layout (CD)
- Arne Franck – layout
- Ove Hallin – foto
- Lars Hejll – omslagsmålning
- Johannes Leyman – producent

## Listplaceringar
| Lista (1978) | Topplacering |
| ------------ | ------------ |
| Sverige      | 12           |

### Fotnoter
1. ↑  ”Sjömansvisor”. Svensk mediedatabas. http://smdb.kb.se/catalog/search?q=Mikael+Wiehe+Sj%C3%B6mansvisor+typ%3Afonogram&x=0&y=0. Läst 6 februari 2013.
2. ↑  ”Sjömansvisor”. Discogs.com. http://www.discogs.com/Mikael-Wiehe-Och-Kabar%C3%A9orkestern-Sj%C3%B6mansvisor/release/2673132. Läst 6 februari 2013.
3. 1 2  Gradvall et al 2009, nr. 520
4. ↑  ”Hitparad”. http://swedishcharts.com/showitem.asp?interpret=Mikael+Wiehe+och+Kabareork&titel=Sj%F6mansvisor&cat=a. Läst 13 december 2011.